# Secondo Pia
Secondo Pia (Asti, 9 settembre 1855 – Torino, 7 settembre 1941) è stato un avvocato e fotografo italiano.
Fotografo dilettante, è noto soprattutto per aver fotografato per la prima volta la Sindone di Torino il 28 maggio 1898 e aver notato, sviluppando la lastra, che il negativo mostrava una più chiara resa dell'immagine. L'immagine da lui ottenuta dal lenzuolo è stata approvata dalla Chiesa cattolica come parte devozionale del Santo Volto di Gesù.

## Biografia
Pia nacque ad Asti. Sebbene fosse un avvocato, era interessato sia alle arti che alle scienze e all'inizio degli anni 1870 iniziò a esplorare le nuove tecnologie fotografiche. Negli anni 1890 fu consigliere comunale e membro del Club dei fotografi dilettanti torinesi. A Torino divenne un fotografo molto noto ed esemplari di sue fotografie fanno oggi parte della collezione storica del Museo nazionale del cinema di Torino. Egli può anche essere considerato un pioniere nel campo della fotografia per l'uso negli anni 1890 dei bulbi luminosi, dato che essi erano una novità nel tardo secolo XIX, essendo state inventate lampadine a incandescenza affidabili da Thomas Edison solo nel 1879.

### Il fotografo casuale
Fu un caso che Secondo Pia intraprese involontariamente il suo primo passo nel campo della moderna sindonologia. Nel 1898 la città di Torino stava celebrando il 400º anniversario della sua cattedrale insieme al 50º anniversario dello Statuto Albertino. Nell'ambito di queste celebrazioni fu decisa anche una mostra di arte sacra. Poiché l'esposizione del Sacro lino richiedeva l'autorizzazione del re Umberto I, che ne era il proprietario, furono incaricati due artisti di dipingerlo realisticamente per esibirne l'immagine, ma tali dipinti non furono mai usati nell'esposizione.
Il capo della Commissione per il Sacro lino, barone Antonio Manno, fece una petizione al re affinché concedesse l'autorizzazione all'esposizione dell'originale e alla sua riproduzione fotografica, che sarebbe stata eseguita da Secondo Pia, a scopo di promozione della mostra. Il re approvò l'esposizione e anche, successivamente, l'esecuzione di alcune fotografie.
A quel tempo Torino era la sede di Casa Savoia e la Sindone si trovava proprio a Torino, in quanto proprietà del re. Nessuno sapeva allora che sul lenzuolo vi era un'immagine invertita, poiché questa caratteristica non era percepibile a occhio nudo.
Secondo Pia fu nominato fotografo ufficiale della mostra in un secondo tempo. La mostra di otto giorni stava per aver inizio ed era troppo tardi per utilizzare la fotografia della Sindone a scopi promozionali. Tuttavia Pia ebbe la possibilità di fotografarla per la prima volta.

### La famosa fotografia

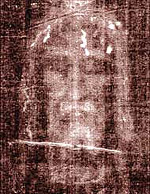
Particolare del negativo dell'immagine fotografica della Sindone eseguita da Secondo Pia (il Sacro Volto)

Il 25 maggio 1898, dopo la cerimonia di apertura e durante l'ora meridiana di chiusura della mostra, Pia pose i suoi strumenti nel duomo di Torino. Altre due persone, padre Sanno Salaro e il capo della sicurezza del duomo, il tenente Felice Fino, erano presenti e presero parte alle operazioni di fotografia. Fu una delle prime volte che venne usato il bulbo di una lampadina elettrica per scattare una fotografia.
Le operazioni di organizzazione della sessione fotografica e l'equipaggiamento richiesto furono una sfida per Pia, ma egli riuscì a piazzare opportunamente due lampade di circa 1000 candele cadauna. Poiché non vi era corrente elettrica nel duomo, Pia utilizzò un suo generatore portatile. Egli riuscì a effettuare pochi scatti prima che la sessione fosse interrotta dall'apertura delle porte del tempio dopo la chiusura di mezzogiorno. Tuttavia, una volta sviluppate, le lastre si rivelarono un insuccesso.
La sera del 28 maggio Pia tornò per una seconda sessione di fotografia verso le 21:30 e scattò alcune foto in più. Basandosi sull'esperienza del 25 maggio, egli variò i tempi di esposizione delle lastre e l'illuminazione.. Verso mezzanotte, i tre uomini rientrarono per sviluppare le lastre. Pia più aventi disse di aver quasi lasciato cadere e rompersi le lastre nel buio a causa dello shock subito nel vedere ciò che gli apparve: la negativa mostrò l'immagine in positivo di un uomo e di un volto che non potevano essere visti chiaramente ad occhio nudo.

### Successivi sviluppi

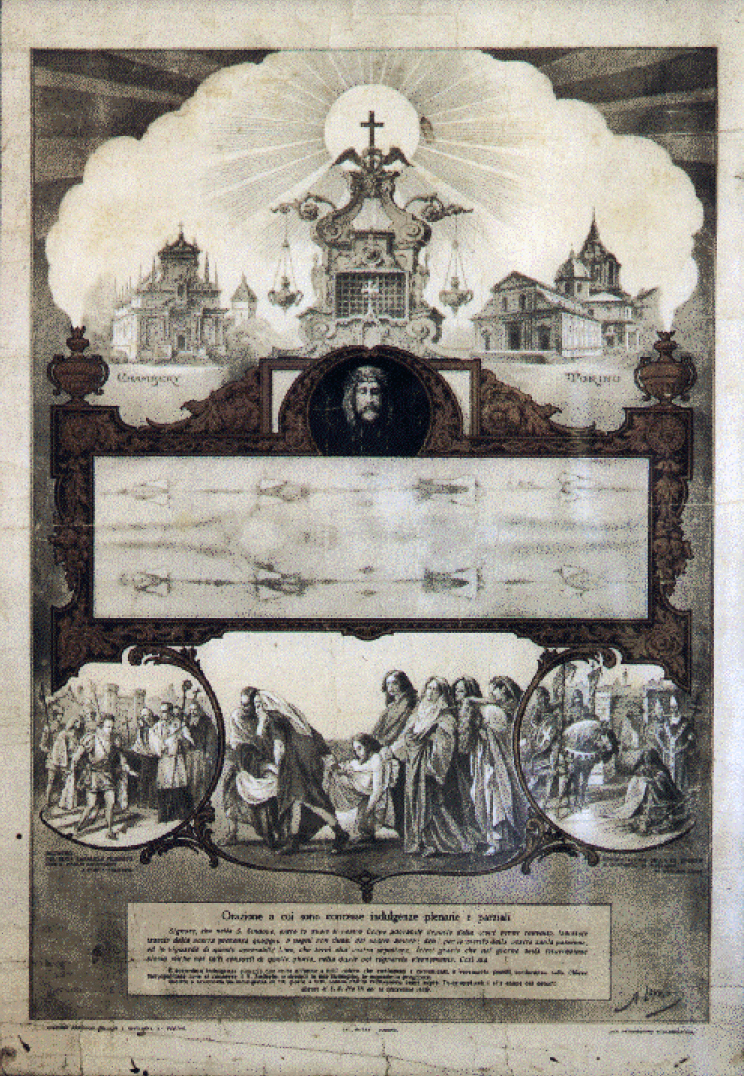
Un poster che pubblicizzava la esposizione del 1898 della Sindone di Torino. L'immagine sul poster contiene un volto dipinto, non ottenuto dalla fotografia di Pia

Il 2 giugno 1898 la mostra ebbe termine e la Sindone fu riposta nuovamente nella sua cassetta della cappella reale. Il quotidiano genovese Il Cittadino pubblicò la fotografia di Pia il 13 giugno e il giorno dopo la storia comparve sul quotidiano nazionale Corriere Nazionale. Il 15 giugno il quotidiano vaticano Osservatore Romano pubblicò la vicenda.
Per alcuni anni successivi vi furono numerosi dibattiti sulla fotografia di Pia, con tesi contrastanti sull'origine soprannaturale dell'oggetto in contrapposizione ad accuse di supposti errori commessi dal Pia nel suo lavoro e sulle relative interpretazioni. Nel frattempo re Umberto I, la cui autorizzazione era stata indispensabile per le fotografie del Pia, venne assassinato nel luglio 1900.
Un sostegno per Secondo Pia giunse finalmente nel 1931, quando un fotografo professionista, Giuseppe Enrie, fotografò anch'egli la Sindone e le sue conclusioni confermarono le tesi di Pia. Quando la fotografia di Enrie fu mostrata, Secondo Pia, a quel tempo nel suo settantennio di vita, era presente all'esposizione. Egli emise un lungo sospiro di sollievo nel vedere l'opera di Enrie.

## Dibattiti postumi
Le discussioni e i dibattiti scientifici e religiosi sulla fotografia di Pia continuarono. Da parte religiosa, nel 1939 l'immagine negativa di Pia fu utilizzata da suor Maria Pierina De Micheli, a Milano, per coniare una medaglia con il Sacro Volto, quale parte della devozione cattolica per il Sacro Volto. Papa Pio XII approvò questa devozione e la medaglia e dichiarò nel 1958 la Festa del Sacro Volto di Gesù per il giovedì santo.
In occasione del centenario della prima fotografia di Secondo Pia, il 24 maggio 1998 papa Giovanni Paolo II visitò il duomo di Torino. Nel suo discorso di quel giorno disse: «La Sindone è un'immagine dell'amore di Dio come quella del peccato umano» e chiamò la Sindone «un'icona della sofferenza dell'innocente in ogni era».
Sul fronte della scienza, nel 2004 la rivista di ottica dell'Institute of Physics di Londra pubblicò un articolo sulle nuove tecniche di analisi dell'immagine applicate alla Sindone durante il suo restauro del 2002. Il dibattito sull'immagine e sul suo supporto proseguono con conferenze internazionali.